# Епідейктичне красномовство
Епідейктичне красномовство — це один із трьох видів красномовства, що має на меті вихваляння або засудження певних осіб, подій, явищ тощо.

## Походження
Термін «епідейктика» походить із грецької (ἐπιδεικτικός) і означає «показувати», «справляти враження». Зародився епідейктичний тип мовлення ще у V столітті до нашої ери і був тісно пов'язаний із діяльністю таких постатей, як Горгій, Перікл, Сократ, Демосфен, Цицерон.

## Арістотель про епідейктичне красномовство
Арістотель у своєму трактаті «Риторика» розглядає три види промов: судові, дорадчі та епідейктичні. Епідейктичне красномовство слугує для похвали, прославлення та возвеличення або засудження та ганьби. Об'єктом вихваляння могли бути чи то люди, чи то бог, чи то тварини, чи то неживі предмети. В епідейктичній промові похвала за певні діяння мала спонукати дієвця до нових, ще більших і кращих, благородних діянь, і ця похвала є ніби порадою іншим брати приклад із похваленого. Предметом епідейктичного красномовства є прекрасне або ганебне.
На думку Арістотеля, прекрасне — це доброчесність, благо. Саме доброчесність дає можливість набувати благо. Доброчесність передбачає справедливість, розсудливість, мудрість, великодушність, мужність та щедрість. Мужність — це коли люди здійснюють прекрасні справи у різних небезпеках, керуючись законом і підкоряючись йому. Справедливість — це коли кожний володіє тим, що йому належить за законом. Мужність важливіша у період війни, а справедливість — у мирний час. Великодушність виявляється у творенні добра. Розсудливість — це інтелектуальна чеснота. Люди, які володіють нею, вміють розсудливо мислити про усі перелічені доброчесності та їх протилежності.
Арістотель розрізняє роди промов і за часовим виміром. Для Арістотеля найважливішим в епідейктичному красномовстві є теперішній час, адже оратори виголошують похвалу або хвалу з приводу того, що існує. Втім, вони часто можуть використовувати інші часи, згадують про минуле або вибудовують припущення щодо майбутнього.

## Поради щодо створення епідейктичної промови (за Арістотелем)
Для того, щоб створити сильну епідейктичну промову, оратору потрібно взяти до уваги таке:
- те, серед яких людей буде виголошена промова;
- те, що найбільше цінується в суспільстві.

Для того, щоб прославити людину, оратору потрібно звернути увагу на:
- доброчесності того/тієї, кого ми вихваляємо, підтверджуючи їх вказівками на його/її дії;
- благородне походження людини;
- те, чи людина зробила хороший вчинок, попри невдалий час і несприятливі обставини;
- те, чи можна порівняти людину, яку він вихваляє, з діями інших людей, теж гідних пошани.

Арістотель радить використовувати посилення та перебільшення, адже тут оратор має справу з діяннями, визнаними за незаперечний факт. Тому йому залишається тільки наділити їх величчю і красою.

## Сучасні дослідники про епідейктичне красномовство
Аналізуючи сучасні принципи епідейктичної красномовства, Селеста Кондіт зауважує, що епідейктична промова покликана відображати навички і чесноти оратора та викликати зацікавлення в аудиторії. Розвиваючи почуття єдності, оратор може одночасно формувати колективну ідентичність та запрошувати аудиторію долучатися до формування спільноти. Джордж-Александр Кеннеді критикує Арістотеля за те, що він розглядав епідейктичне красномовство лише як похвалу або хулу. Сам же Кеннеді головну функцію епідейктичних промов вбачає у прищепленні, збереженні чи примноженні культурних цінностей. Крім того, Джордж Кеннеді зазначає, що Арістотель не брав до уваги використання епідейктичних елементів у дорадчих промовах (наприклад, промова Цицерона на захист законопроєкту трибуна Манілія) або судових.